# Rodrigo Ratier
Rodrigo Ratier (Buenos Aires, 1969. május 21. –) argentin zongoraművész. Egyaránt játszik  argentin tangót, latin dzsesszt, klasszikus és kortárs zenét is.

## Pályafutása
Hatéves korától tanult zongorázni. 1981-től zenei tanulmányait Roberto Lara (gitár), Haydée Schvartz (zongora) és Ani Grunwald (zeneelmélet) segítségével folytatta. Ezzel egyidőben a Buenos Airesi „Conservatorio Municipal Manuel de Falla” és az „Antiguo Conservatorio Beethoven” konzervatóriumokban tanult.
Érdeklődése egyre erősödött a zeneszerzés iránt is. 1984-ben írta első darabjait. Kezdetben leginkább az argentin népzene, a tangó kutatása foglalkoztatta, később a zenei műfajok fúziója, a dzsessz és a klasszikus zene egyesítése.

## Albumok
- Terra Australis (La Puerta del Vino, Buenos Aires, 1997)
- Sur, Lateinamerikanische Jazz-Fusion (Sur, Santiago, 2006)
- Neurotango (Rodrigo Ratier Quintett, Santiago, 2008)
- Rodrigo Ratier Quinteto im SCD Bellavista Saal (Rodrigo Ratier Quintett, Santiago, 2012)
- Piedra y Camino (Cristina Galvez, München, 2013)
- Resonancia (Rodrigo Ratier Quintett, Santiago, 2013)
- Tenemos las mismas manos – Hommage an Rolando Alarcon (mit Omar Lavadie, Santiago, 2015)